# Nhím Sonic 2
Nhím Sonic 2 (tiếng Anh: Sonic the Hedgehog 2) là một bộ phim hài phiêu lưu hành động năm 2022 dựa trên loạt trò chơi điện tử do Sega xuất bản và là phần tiếp theo của Nhím Sonic (2020). Do Jeff Fowler đạo diễn và Pat Casey, Josh Miller và John Whittington viết kịch bản, phim có sự tham gia của Ben Schwartz, Jim Carrey, James Marsden, Tika Sumpter, Natasha Rothwell, Adam Pally, Lee Majdoub và Colleen O'Shaughnessey đảm nhận lại vai diễn của họ, với Idris Elba và Shemar Moore tham gia dàn diễn viên. Trong phim, sau khi định cư ở Green Hills, Sonic cố gắng chứng tỏ mình là một anh hùng, nhưng thử thách lớn của anh ấy xảy ra khi ác nhân Doctor Robotnik quay trở lại, cùng với đối thủ mới của anh ta, Knuckles the Echidna, để tìm kiếm Master Emerald.
Tiếp nối thành công của phần phim đầu tiên, Paramount Pictures đã công bố phần tiếp theo vào tháng 5 năm 2020, với Fowler trở lại làm đạo diễn, Casey và Josh Miller trở lại với vai trò biên kịch, Schwartz, Carrey và các diễn viên còn lại đảm nhận vai trò của họ. Quá trình quay phim diễn ra từ tháng 3 đến tháng 6 năm 2021 tại Vancouver và Hawaii.
Nhím Sonic 2 được phát hành rạp tại một số thị trường vào ngày 30 tháng 3 năm 2022 và tại Hoa Kỳ vào ngày 8 tháng 4, bởi Paramount Pictures và Sega Sammy Group. Bộ phim đã nhận được đánh giá tích cực từ các nhà phê bình giống như người tiền nhiệm của nó, những người khen ngợi các phân cảnh hành động, sự hài hước và màn trình diễn của nó, nhưng lại chỉ trích kịch bản, thời lượng chạy và nhịp độ của nó. Nhiều nhà phê bình coi bộ phim là một cải tiến so với phần trước. Nó đã thu về hơn 405 triệu đô la trên toàn thế giới, trở thành bộ phim trò chơi điện tử có doanh thu cao nhất ở Hoa Kỳ và là phim trò chơi điện tử có doanh thu cao thứ tư mọi thời đại. Phần phim thứ ba được phát hành vào ngày 20 tháng 12 năm 2024, trong khi một miniseries ăn theo có sự tham gia của Knuckles đang được phát triển và dự kiến ra mắt vào năm 2023.

## Diễn viên
- Ben Schwartz - Nhím Sonic
- Colleen O'Shaughnessey - Tails
- Idris Elba - Knuckles the Echidna
- James Marsden - Tom Wachowski
- Tika Sumpter - Maddie Wachowski
- Jim Carrey - Doctor Eggman
- Natasha Rothwell - Rachel
- Adam Pally - Wade Whipple
- Lee Majdoub - Agent Stone
- Tom Butler và Elfina Luk